# Rainer Hermus
Rainer Hermus (* 9. April 1947) ist ein ehemaliger deutscher Fußballspieler, der für die BSG Wismut Gera (1966/67) und die ASG Vorwärts Stralsund (1971/72) in der DDR-Oberliga, der höchsten Spielklasse im DDR-Fußball, spielte.

## Sportliche Laufbahn
Seine ersten Fußballspiele im Männerbereich machte Hermus 1965 mit der 2. Mannschaft der Betriebssportgemeinschaft (BSG) Wismut Gera in der drittklassigen Bezirksliga. Bereits in der Saison 1966/67 kam er in der frisch in die Oberliga aufgestiegenen 1. Mannschaft zum Einsatz. Dabei profitierte er von der langwierigen Verletzung des Verteidigers Kurt Kosmanek, den er vom 6. Spieltag an vertrat. Bis zum Saisonende wurde Hermus in vierzehn Oberligaspielen als Abwehr- oder Mittelfeldspieler aufgeboten, zweimal war er als Torschütze erfolgreich. Die BSG Wismut stieg bereits nach einem Jahr wieder in die DDR-Liga ab. Dort kam Hermus 1967/68 nur in einem Punktspiel der 1. Mannschaft zum Einsatz, war aber in den Spielzeiten 1968/69 und 1969/70 mit jeweils 23 von 30 Punktspielen Stammspieler in der DDR-Liga-Mannschaft.
Nach nur elf DDR-Ligaspielen 1970/71 für Wismut Gera wechselte Hermus zur Saison 1971/72 zum Oberligaaufsteiger Vorwärts Stralsund. Dort wurde vom 1. Spieltag an im Oberligateam der Armeesportgemeinschaft aufgeboten, spielte vorrangig im Mittelfeld und gehörte mit seinen 22 Einsätzen in den 26 ausgetragenen Punktspielen zu Spielerstamm der Stralsunder. Zweimal konnte er sich als Torschütze auszeichnen. Wie schon mit der Geraer Mannschaft musste er auch in Stralsund nach nur einer Saison wieder aus der Oberliga absteigen. Hermus blieb noch zwei weitere Spielzeiten mit Vorwärts Stralsund in der DDR-Liga. In den 44 Punktspielen dieses Zeitraums stand er 28-mal in der Mannschaft und erzielte sechs Tore. Da er im Mai 1974 aus der Armee entlassen worden war, wirkte er nicht mehr bei den Aufstiegsspielen zur Oberliga mit, mit denen die Stralsunder in die Oberliga zurückkehrten.
Hermus kehrte nach Gera zurück und bestritt für die BSG Wismut in den Spielzeiten 1974/75 und 1975/76 in der DDR-Liga in den insgesamt 44 ausgetragenen Punktspielen weitere 37 Zweitligapartien (4 Tore).